# Giovanni Mazzuoli (compositore)
Giovanni Mazzuoli, noto anche come Giovanni degli Organi (Firenze, 1360 circa – 14 maggio 1426), è stato un compositore e organista italiano, attivo fra il periodo tardo medievale e quello del primo Rinascimento.

## Biografia
Mazzuoli venne probabilmente avviato allo studio dell'organo dal padre Niccolò, che era organista presso la Chiesa di Orsanmichele fino al 1376. Giovanni prese il posto del padre nel 1379 e lo mantenne fino al 1412; fu anche organista a Santa Felicita (1385–1390) ed a Santa Maria del Fiore (1390–1426). Nell'ultimo anno a Firenze venne assistito da suo figlio Piero.
Mazzuoli, curiosamente, è ricordato soprattutto per l'assenza, piuttosto che per la presenza delle sue composizioni musicali. C'è una gran parte del Codice Squarcialupi, una fonte importante di musica antica italiana, che è segnata con il suo nome, e un suo ritratto è presente nella prima pagina. Tuttavia, nessuna musica è scritta in queste pagine, sono decorate attorno ai bordi, ma lasciate in bianco. Ci sono almeno dieci delle sue opere scritte su un palinsesto di un manoscritto italiano, ma lo stato della carta li rende sostanzialmente illeggibili. Circa una dozzina di opere di suo figlio si trovano in questo manoscritto. Nino Pirrotta attribuisce due opere di Mazzuoli, una delle quali è una ballata contenuta in un manoscritto attribuito a "Gian Toscan" e l'altro un pezzo inserito nel Roquefort Codex attribuito a "Johannes Florentius".